# Igor Moisejev

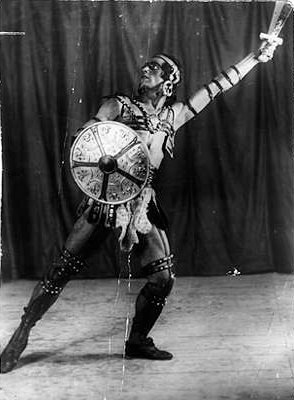
Igor Moiseyev in het Bolsjojtheater (1932)

Igor Aleksandrovitsj Moisejev (Russisch: Игорь Александрович Моисеев) (Kiev, 21 januari 1906 - Moskou, 2 november 2007) was een Russisch choreograaf van volksdansen, en wordt gezien als de grootste in zijn vak gedurende de twintigste eeuw.
Moisejev werd geboren in Kiev en studeerde af aan de Bolsjojtheater balletschool in 1924 en danste in het theater tot 1939. Zijn eerste choreografie in het theater was Footballer in 1930 en zijn laatste was Spartacus in 1954. Sinds de jaren dertig voerde hij acrobatische parades op het Rode Plein op en kwam met het idee om het Theater van Volkskunsten op te zetten. In 1936 werd hij door Vjatsjeslav Molotov aangesteld om het staatsbedrijf te begeleiden dat bekend werd als het Moisejevballet. In zijn carrière creëerde hij ongeveer 200 dansen.
Igor Moisejev overleed op 101-jarige leeftijd op 2 november 2007 in Moskou.
- Biblioteca Nacional de España: XX4865478
- Bibliothèque nationale de France: cb12219940w (data)
- Gemeinsame Normdatei: 119496577
- International Standard Name Identifier: 0000 0001 1691 0330
- Library of Congress Control Number: no93039296
- Nationale Bibliotheek van Letland: 000148403
- Nationale Bibliotheek van Tsjechië: jn19990210439
- Nationale Bibliotheek van Israël: 987007524933205171
- LIBRIS: 399475
- SNAC: w6qc1zsd
- Système universitaire de documentation: 068554605
- Virtual International Authority File: 97124344
- WorldCat: E39PBJmxY6R9rbKwdgJYGG8DMP